# DNAの日

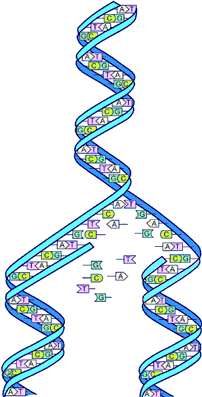
DNA複製。DNA分子の2塩基対の相補的な鎖は、遺伝的な命令の複製を可能にしている。

DNAの日（ディーエヌエーのひ）は、毎年4月25日に祝われる記念日。1953年4月25日にジェームズ・ワトソン、フランシス・クリック、モーリス・ウィルキンス、ロザリンド・フランクリンと同僚らが『ネイチャー』にデオキシリボ核酸（DNA）の構造を論文として出版したことを記念している。 更に、2003年の同日にヒトゲノム計画のほぼ完了を示す「残りわずかなギャップは、埋めるにはコストがかかりすぎると考えられる。」と宣言された日である。
アメリカ合衆国では、DNAの日は2003年4月25日に上院と下院の双方での決議により祝われた。しかしこれは1回限りの祝い事と宣言され、毎年の記念日とされなかった。2003年以降はアメリカ国立ヒトゲノム研究所（NHGRI）の主催で4月25日より少し早い4月23日（2010年）、4月15日（2011年）、4月20日（2012年）にDNAの日が祝われている。4月25日は「国際DNAの日」および「世界DNAの日」としていくつかの集団によって宣言されている。